# Roger Eskenazi
Pour les articles homonymes, voir Eskenazi.
Roger Eskenazi, né le 18 avril 1923 à Sarcelles (Seine-et-Oise aujourd'hui dans le Val-d'Oise), et mort le 31 octobre 2003 à Sisteron, est un peintre français.

## Biographie
Roger Eskenazi est né le 18 avril 1923 à Sarcelles,.
De 1941 à 1944, il fréquente les ateliers d'André Lhote et de Fernand Léger. Il est encouragé par Édouard Pignon et André Masson et participe à de nombreuses expositions collectives à Paris : Salon des Moines de Trente Ans; Salon d'Automne de la Libération en 1944. Il étudie à l'École du Louvre de 1946 à 1950, en particulier l’histoire de la peinture au XIXe siècle avec Jean Cassou. De 1950 à1956 , il est « Chargé de conférences des musées nationaux », attaché au service éducatif du musée du Louvre. Il enseigne entre 1956 et 1958 le dessin, l’histoire de l’art et l’anatomie à l’École des beaux-arts d'Angers.
Roger Eskenazi est mort en 2003.

## Expositions
- 1944 : Salon des Moins de Trente Ans, Paris[1]
- 1945 : Denise René, Paris[1]
- 1977 : Musée des beaux-arts de Caen[5]
- 1983 : Musée des beaux-arts de Nantes[6]